# Lam Vũ
Lam Vũ (chữ Hán: 蓝宇, tiếng Anh: Lan Yu) một bộ phim Hồng Kông năm 2001 về đề tài đồng tính đạo diễn bởi Quan Cẩm Bằng (Stanley Kwan). Bộ phim dựa trên tác phẩm văn học mạng nổi tiếng Câu chuyện Bắc Kinh .

## Nội dung
Bộ phim kể về mối tình lãng mạn và buồn bã của hai người đàn ông. Bối cảnh của phim là Bắc Kinh vào cuối thập niên 80 và đầu thập niên 90 có nhắc đến Sự kiện Thiên An Môn. Hầu hết diễn viên là người ở Trung Hoa đại lục.
Trong phim, Lam Vũ (Lưu Diệp) một sinh viên ngành kiến trúc đang túng thiếu tiền bạc đã đồng ý ngủ với một nam doanh nhân thành đạt là Trần Hàn Đông (Hồ Quân). Khi Lam Vũ bắt đầu yêu Trần Hàn Đông, Trần Hàn Đông cố gắng hết sức để tránh dính dáng tình cảm với Lam Vũ và dồn dập tặng Lam Vũ những món quà đắt tiền rồi làm đám cưới với một cô gái khác. Tuy nhiên, nhiều năm qua đi, Trần Hàn Đông sớm nhận ra rằng anh ta không thể nào sống thiếu Lam Vũ.

### Diễn viên
| Diễn viên        | Vai           | Ghi chú |
| ---------------- | ------------- | ------- |
| Hồ Quân          | Trần Hàn Đông |         |
| Lưu Diệp         | Lam Vũ        |         |
| Tô Cẩn           | Lâm Tĩnh Bịn  |         |
| Lý Hoa Đồng      | Lưu Chinh     |         |
| Lý Sảng          | Vệ Đông       |         |
| Lô Phương        | Vịnh Hồng     |         |
| Trương Vĩnh Ninh | Đại Ninh      |         |
| Triệu Mẫn Phân   | mẹ Hàn Đông   |         |
| Phan Tiểu Lệ     | Thi Linh      |         |
| Trương Phàm      | Kiện Nhi      |         |
| Trương Thiếu Hoa | Ngưu Ma       |         |
| Lưu Cảnh Nghị    | Lưu Đại Lực   |         |

## Giải thưởng
Bộ phim đã nhận được sự ca ngợi từ công chúng và đạt nhiều giải thưởng trong nhiều liên hoan phim ở Hồng Kông và Đài Loan trong đó có giải Diễn viên chính xuất sắc của Lưu Diệp trong giải Kim Mã thứ 38 ở Đài Loan. Đây cũng là lựa chọn chính thức ở nhiều liên hoan phim chính như liên hoan phim Sundance và liên hoan phim Cannes.
| Năm  | Lễ trao giải                         | Hạng mục                                                   | Người đoạt giải                           | Kết quả   |
| ---- | ------------------------------------ | ---------------------------------------------------------- | ----------------------------------------- | --------- |
| 2001 | Cannes                               | Un Certain Regard                                          | Quan Cẩm Bằng                             | Đề cử     |
| 2002 | Kim Mã                               | Khán giả bình chọn                                         |                                           | Đoạt giải |
| 2002 | Kim Mã                               | Nam diễn viên chính xuất sắc nhất                          | Lưu Diệp                                  | Đoạt giải |
| 2002 | Kim Mã                               | Đạo diễn xuất sắc nhất                                     | Quan Cẩm Bằng                             | Đoạt giải |
| 2002 | Kim Mã                               | Kịch bản chuyển thể xuất sắc nhất                          | Ngụy Thiệu Ân                             | Đoạt giải |
| 2002 | Kim Mã                               | Biên tập xuất sắc nhất                                     | Trương Thúc Bình                          | Đoạt giải |
| 2002 | Kim Mã                               | Nam diễn viên chính xuất sắc nhất                          | Hồ Quân                                   | Đề cử     |
| 2002 | Kim Mã                               | Phim xuất sắc nhất                                         |                                           | Đề cử     |
| 2002 | Kim Mã                               | Quay phim xuất sắc nhất                                    | Dương Đao                                 | Đề cử     |
| 2002 | Kim Mã                               | Chỉ đạo nghệ thuật xuất sắc nhất                           | Trương Thúc Bình                          | Đề cử     |
| 2002 | Kim Mã                               | Phục trang và tạo hình xuất sắc nhất                       | Trương Thúc Bình                          | Đề cử     |
| 2002 | Kim Mã                               | Hiệu ứng âm thanh xuất sắc nhất                            |                                           | Đề cử     |
| 2002 | Giải thưởng truyền thông Trung Quốc  | Nam diễn viên xuất sắc nhất (Khu vực Hồng Kông / Đài Loan) | Hồ Quân                                   | Đoạt giải |
| 2002 | Giải thưởng truyền thông Trung Quốc  | Phim xuất sắc nhất (Khu vực Hồng Kông / Đài Loan)          |                                           | Đề cử     |
| 2002 | Giải thưởng truyền thông Trung Quốc  | Đạo diễn xuất sắc nhất (Khu vực Hồng Kông / Đài Loan       | Quan Cẩm Bằng                             | Đề cử     |
| 2002 | Cinefan                              | Netpac                                                     | Quan Cẩm Bằng                             | Đoạt giải |
| 2002 | Kim Tự Kinh                          | Nam diễn viên xuất sắc nhất                                | Hồ Quân                                   | Đoạt giải |
| 2002 | Kim Tượng                            | Phim xuất sắc nhất                                         | Trương Vĩnh Ninh (Giám đốc sản xuất)      | Đề cử     |
| 2002 | Kim Tượng                            | Đạo diễn xuất sắc nhất                                     | Quan Cẩm Bằng                             | Đề cử     |
| 2002 | Kim Tượng                            | Nam diễn viên xuất sắc nhất                                | Hồ Quân                                   | Đề cử     |
| 2002 | Kim Tượng                            | Nam diễn viên xuất sắc nhất                                | Lưu Diệp                                  | Đề cử     |
| 2002 | Kim Tượng                            | Nữ diễn viên phụ xuất sắc nhất                             | Tô Cẩn                                    | Đề cử     |
| 2002 | Kim Tượng                            | Kịch bản xuất sắc nhất                                     | Ngụy Thiệu Ân                             | Đề cử     |
| 2002 | Kim Tượng                            | Quay phim xuất sắc nhất                                    | Dương Đào Trương Kiện                     | Đề cử     |
| 2002 | Kim Tượng                            | Chỉ đạo nghệ thuật xuất sắc nhất                           | Trương Thúc Bình                          | Đề cử     |
| 2002 | Kim Tượng                            | Phục trang và tạo hình xuất sắc nhất                       | Trương Thúc Bình                          | Đề cử     |
| 2002 | Kim Tượng                            | Phổ nhạc xuất sắc nhất                                     |                                           | Đề cử     |
| 2002 | Kim Tượng                            | Biên tập xuất sắc nhất                                     | Trương Thục Bình                          | Đề cử     |
| 2002 | Hiệp hội phê bình Điện ảnh Hồng Kông | Merit                                                      |                                           | Đoạt giải |
| 2002 | Liên hoan phim châu Á Vesoul         |                                                            | Quan Cẩm Bằng                             | Đoạt giải |
| 2003 | Giải thưởng Glitter                  | Phim xuất sắc nhất - Liên hoan phim đồng tính quốc tế      | Đồng hạng với Vào đời (Y Tu Mamá También) | Đoạt giải |